# Досполов, Долда
Досполов, Долда (1930, ст.Жангизтобе, Жарминский р-н, Семипалатинская обл., Казахская ССР), советский партийный деятель, министр юстиции Казахской ССР (1984-1990).

## Биография
Родился в 1930 году на ст. Жангизтобе Жарминского района Семипалатинской области в семье крестьянина, образование высшее юридическое.
Умер в 2006 году.

## Карьера
Трудовую деятельность начал в 1950 г. помощником прокурора Семипалатинской области. Был прокурором Жана-Семейского района Семипалатинской области, прокурором отдела общего надзора Прокуратуры Казахской ССР, старшим помощником прокурора Целиноградской области.
С 1972 по 1975 годы - прокурор Гурьевской области.
С 1975 по 1980 годы - заместитель заведующего отделом административных органов ЦК Компартии Казахстана.
В 1980-1981 годах - заместитель министра внутренних дел Казахской ССР.
В 1981-1984 годах - первый заместитель министра внутренних дел Казахской ССР.
С сентября 1984 по май 1990 года - министр юстиции Казахской ССР.

## Награды
- медаль «За освоение целинных земель» (1957)
- медаль «За трудовую доблесть» (1967)
- медаль «За доблестный труд. В ознаменование 100-летия со дня рождения Владимира Ильича Ленина» (1970)
- Почетная грамота Верховного Совета Казахской ССР (1980)
- орден «Знак Почета» (1986)

## Память
В июле 2012 года в городе Семей улицу Набережную переименовали в улицу имени генерал-майора Долды Дуйсеновича Досполова. 